# Карранса, Майте
Майте Карранса (Maite Carranza; 25 февраля 1958, Барселона) — испанская писательница, антрополог, преподаватель испанской литературы, испанского языка и риторики. Автор трилогии-бестселлера «Война колдуний», повестей и романов, лауреат международных и национальных литературных премий (Joaquim Ruyra Prize, премия одного из крупнейших издательств Испании EDEBÉ). По словам писательницы, ещё в детстве она пристрастилась к чтению, произведения классической английской, французской и русской литературы вдохновляли её и воспитывали душу.

## Первый роман
После окончания учёбы в университете имени Жуанота Мартуреля (Joanot Martorell) Майте Карранса преподавала испанский язык и литературу в одном из вузов Барселоны. Работу она успешно совмещала с научной деятельностью и спортом. В автобиографии, опубликованной на её официальном сайте, литератор пишет:
«В то время я увлекалась лыжным спортом и альпинизмом. В живописной Сердании (горная область Каталонии) я написала свой первый роман для подростков „Боже, что за неразбериха!“ (Ostres tu, quin cacao!). Он вышел в свет в 1986 году и был отмечен критиками. За эту книгу я получила премию Critica Serra d’Or».
В начале 90-х было издано ещё двадцать книг Майте Карранса, среди которых — бестселлеры, получившие престижные европейские награды. В 1987 году писательница была удостоена литературной премии Folch i Torres Prize за книгу «Боже, что за неразбериха», в 1989 году — премии Joaquim Ruyra Prize, а в 2002 году Майте Карранса стала лауреатом премии одного из ведущих издательств Испании EDEBÉ за книгу «Хочешь быть женихом моей сестры?» (Quieres ser el novio de mi hermana?).
Эмоциональные, глубокие, написанные искренне и живо, произведения Майте Карранса быстро завоевали популярность. Её книги переведены на английский, французский, немецкий, нидерландский (голландский), датский, португальский, каталонский, итальянский, греческий, польский, чешский, словацкий и русский языки. Причём впервые в России бестселлеры Карранса выпустит издательство «ОЛМА Медиа Групп».
Сейчас выпускает трендовые книги.